# Yukiko Katō
Yukiko Katō (japanisch 加藤 幸子, Katō Yukiko, eigentlich Shiraki Yukiko (白木 幸子); geboren 26. September 1936 in Sapporo (Präfektur Hokkaidō); gestorben 30. März 2024) war eine japanische Schriftstellerin.

## Leben und Werk
Yukiko Shiraki nannte sich Katō, nach ihrem Onkel, dem früh verstorbenen Dramatiker Katō Michio. Sie lebte als Kind eine Zeitlang in Peking. Sie machte ihren Studienabschluss an der Universität Hokkaidō. Katō war in der Umwelt-Bewegung aktiv.
Katō wurde 1982 mit dem Akutagawa-Preis ausgezeichnet, und zwar für ihr Werk „Yume no kabe“ (夢の壁) – etwa „Wand der Träume“. Das Buch berichtet über die Beziehungen eines japanischen Mädchens mit einem chinesischen Vater und dessen Kind nach dem Zweiten Weltkrieg in Peking.
Weitere Romane sind:
- „Nogaki no ita mura“ (野餓鬼のいた村) – etwa „Das Dorf, das vom Hungergeist heimgesucht wurde“, 1982
- „Hisui-iro no messēji“ (翡翠色のメッセージ) – etwa „Jadegrüne Botschaft“, 1983
- „Shizen rendō“ (自然連祷) – etwa „Wechselgebet zur Natur“, 1987
- „Toki no ikada“ (時の筏) – etwa „Das Floß der Zeit“, 1988
- „Osaki Midori no kankagu-sedai“ (尾崎翠の感覚世界) – etwa „Gefühlswelt der Osaki Midori“[A 1], 1990